# Іматиніб
Іматиніб (англ. Imatinib, лат. Imatinibum) — синтетичний лікарський препарат, який є похідним феніламінопірімидину, та належить до групи інгібітори Bcr-Abl-тирозинкінази, що застосовується перорально. Іматиніб був уперше синтезований у співпраці науковців швейцарської компанії «Ciba-Geigy» (яка пізніше увійшла до складу «Sandoz», яка в свою чергу стала частиною компанії «Novartis») під керівництвом британця Ніколаса Лайдона за участю швейцарських учених Елізабет Бухдунгер і Юрга Ціммермана, американських науковців Браяна Дрюкера з Орегонського університету здоров'я та науки і Чарлза Соєрса із Меморіального онкологічного центру імені Слоуна — Кеттерінга, італійського науковця з університету Бікокка Карло Гамбакорті-Пассеріні та британського дослідника Джона Голдмена з лондонського шпиталю Гаммерсміта. Випуск іматинібу розпочався у 2001 році компанією «Novartis» під торговою маркою «Глівек».

## Фармакологічні властивості
Іматиніб — синтетичний лікарський засіб, який належить до групи інгібіторів протеїнтирозинкінази. Механізм дії препарату полягає в інгібуванні ферменту Bcr-Abl тирозинкінази. Це призводить до пригнічення проліферації та збільшення апоптозу в Bcr-Abl клітинних лініях, а також у щойно уражених лейкемічних клітинах у пацієнтів з наявністю в лейкоцитах філадельфійської хромосоми, проте він не впливає на лейкозні клітини з клітинними лініями Src. Біологічною мішенню іматинібу є білки ABL1, c-kit та PDGF-R. Іматиніб застосовується як самостійний препарат, так і в комбінації з іншими препаратами для лікування чутливих до препарату форм хронічного мієлолейкозу (при нечутливості лейкозних клітин до іматинібу або підвищеній чутливості до препарату згідно зарубіжних рекомендацій застосовується інший препарат групи інгібіторів тирозинкінази дазатиніб), гострим лімфобластним лейкозом із наявністю філадельфійської хромосоми, системному мастоцитозі, при гіпереозинофільних синдромах або хронічному еозинофільному лейкозі, а також при стромальних пухлинах органів травної системи, у тому числі рефрактерних до лікування іншими протипухлинними препаратами, та меланомі. Згідно проведених клінічних досліджень іматиніб ефективний при застосуванні у хворих важкою бронхіальною астмою, оскільки при інгібуванні тирозинкінази знижується кількість опасистих клітин, що відіграють важливу роль в патогенезі бронхіальної астми, завдяки зниженню кількості рецептора тирозинкінази KIT, який є однією з біологічних мішеней іматинібу. Незважаючи на те, що побічні ефекти при застосуванні іматинібу спостерігаються відносно часто, у переважній більшості випадків вони є легкими або помірними. Застосування іматинібу при вагітності може призвести як до народження дитини із чисельними вадами розвитку, так і до самовільного переривання вагітності або народження мертвої дитини, хоча при довготривалих спостереженнях були випадки народження й здорових немовлят.

### Фармакокінетика
Іматиніб швидко та повністю всмоктується після перорального застосування, біодоступність препарату становить 98 %. Максимальна концентрація препарату в крові досягається протягом 2—4 годин після прийому препарату. Іматиніб майже повністю (на 95 %) зв'язується з білками плазми крові. Препарат проходить через плацентарний бар'єр, даних за виділення в грудне молоко людини немає. Іматиніб метаболізується у печінці з утворенням переважно активного метаболіту. Виводиться препарат переважно із калом, частково із сечею у вигляді метаболіту, частково у незміненому вигляді. Період напіввиведення іматинібу становить 18 годин, активного метаболіту 40 годин, цей час може збільшуватися у хворих із порушенням функції печінки або нирок.

## Покази до застосування
Іматиніб застосовують при хронічному мієлолейкозі (у тому числі при бластному кризі), гострому лімфобластному лейкозі із наявністю філадельфійської хромосоми, системному мастоцитозі, при гіпереозинофільних синдромах або хронічному еозинофільному лейкозі, а також при стромальних пухлинах органів травної системи і неоперабельній або метастазуючій дерматофібросаркомі.

## Побічна дія
Хоча при застосуванні іматинібу побічні ефекти спростерігаються відносно часто, у переважній більшості випадків вони є легкими або помірними. Серед побічних ефектів препарату найчастішими є:
- Алергічні реакції та з боку шкірних покривів — дерматит, алопеція, гіперпігментація або гіпопігментація шкіри, кропив'янка, підвищення потовиділення, синдром Стівенса-Джонсона, набряк Квінке, синдром Лаєлла, фотодерматоз, шкірний висип, свербіж шкіри, гарячка.
- З боку травної системи — виразковий стоматит, езофагіт, нудота, блювання, діарея або запор, метеоризм, погіршення апетиту; рідше жовтяниця, гепатит, шлунково-кишкові кровотечі, асцит, пептична виразка, гастрит, гастроезофагеальний рефлюкс, сухість у роті, печінкова недостатність, коліт, панкреатит, кишкова непрохідність; вкрай рідко цитолітичний або холестатичний гепатит, що призводить до печінкової коми.
- З боку нервової системи — головний біль, запаморочення, порушення смаку, парестезії, безсоння, шум у вухах, затуманювання зору, кон'юнктивіт, підвищена сльозоточивість; рідше геморагічний інсульт, сонливість, мігрень, депресія, порушення пам'яті, тривожність, набряк мозку, сплутаність свідомості, судоми, глаукома, крововиливи у скловидне тіло або сітківку.
- З боку серцево-судинної системи — серцева недостатність, тахікардія, артеріальна гіпотензія або гіпертензія, набряк легень, підвищена кровоточивість, периферичні набряки, тромбози або емболії, перикардит (рідко ексудативний), приливи крові.
- З боку дихальної системи — кашель, пневмофіброз, інтерстиційна пневмонія, біль у гортані, ексудативний плеврит.
- З боку сечостатевої системи — гінекомастія, зниження лібідо і потенції, набряк молочних залоз, набряк калитки, ниркова недостатність, біль у нирках, частий сечопуск, гематурія.
- З боку опорно-рухового апарату — болі у м'язах і суглобах, спазми і судоми в м'язах, набряк суглобів, скованість м'язів і суглобів.
- Інфекційні ускладнення — сепсис, герпетичні інфекції, інфекції верхніх дихальних шляхів.
- Зміни в лабораторних аналізах — анемія, тромбоцитопенія, нейтропенія, панцитопенія, підвищення рівня креатиніну та сечовини в крові, підвищення рівня білірубіну в крові, підвищення рівня активності ферментів печінки в крові.

## Протипокази
Іматиніб протипоказаний при підвищеній чутливості до препарату. Препарат не рекомендований до застосування при вагітності та годуванні грудьми, а також дітям у віці до 3 років.

## Форми випуску
Іматиніб випускається у вигляді таблеток або желатинових капсул по 0,05; 0,1 та 0,4 г.